# خانه نعیمی
خانه نعیمی مربوط به دوره قاجار است و در شهرستان نطنز، روستای ابیانه، محله پرزله واقع شده و این اثر در تاریخ ۱۱ مرداد ۱۳۸۴ با شمارهٔ ثبت ۱۲۳۳۳ به‌عنوان یکی از آثار ملی ایران به ثبت رسیده است.